# المیر (صربستان)
المیر (به صربی: Elemir) یک منطقهٔ مسکونی در صربستان است که در زرنجانین واقع شده‌است. المیر ۷۲٫۶ کیلومتر مربع مساحت و ۴٬۳۳۸ نفر جمعیت دارد و ۷۸ متر بالاتر از سطح دریا واقع شده‌است.